# Kronbruden
Kronbruden är ett drama i sex scener av August Strindberg från 1901 och publicerades tillsammans med Svanehvit och Ett drömspel. Pjäsen tillkom under en produktiv period 1899–1903 i Strindbergs författarskap, då han skrev inte mindre än 22 pjäser. Denna utspelar sig i Dalarna på Karl XV:s tid. Sverige för drygt 150 år sedan var en tid då seder och bruk kunde tvinga fram en ruskig tragedi som denna. Dess tema har fortfarande aktualitet på andra håll i världen och medflyttat åter i Sverige. Kärleksparet Kersti och Mats kommer från två släkter som inte tål varandra. 
Kronbruden baseras på vissa sago- och skräckmotiv och innehåller en sång, som är det enda kända fullbordade musikstycket av Strindberg. Pjäsen hade urpremiär på Svenska Teatern i Helsingfors den 24 april 1906 och svensk premiär på Svenska teatern, Stockholm, den 14 september 1907.

## Handling
Pjäsen håller trots sina dramatiska undergångsantydningar ett jämförelsevis lyriskt tonläge. De unga tu har funnit varandra vid Fäbodvallen, där det avslöjas att dalkullan Kersti och Mats har fått en utomäktenskaplig son som fötts i lönn under medhjälp av Jordegumman. Under familjerådet i Kvarnkammaren försonas deras släkter som dittills varit bittra fiender. Mats tillåts nu gifta sig med Kersti, men hans släkt sätter upp villkoret att hans brud ska vara en kronbrud, dvs en oskuld. Kersti som inte är jungfru kan alltså enligt seden inte bära bygdens krona och det får henne att fatta hat till barnet. Inför sin mor, som anar sanningen, svär hon vid Forskarlen att det inte finns något barn. Detta sätter i gång övernaturliga krafters spel och Kersti tar livet av sitt barn, vars lik Jordegumman tar hand om. Efter en del ytterligare hokus-pokus av både Jordegumman och Mats syster kan bröllopet bli av med en ärbar kronbrud och föregås av en Mökväll hos Kersti i Soldatens stuga.
Vid Bröllopet i Kvarnkammaren skålas det i vin och sedan passerar först de närmaste anförvanterna och Länsman brudparet. Övriga släktingar går förbi med kalla hälsningar. Spelmännen ha satt sig vid bordet i vänstra gluggen. Gubbarna har satt sig vid Gubbarnas bord för att röka. Spelmännen spelar upp till en polka, under vilken den misstänksamme Länsman dansar kronan av bruden. Den faller ner i älvfåran - ett dåligt omen och alla ger sig ut för att söka efter den.
Under tiden kommer Jordegumman och lämnar av det svepta barnet hos den förtvivlade Kersti. 
Upplösningen i originalet sker vid en oavslutad isfärd, där Kersti drunknar.

## Rollista
- Kersti
- Mats
- Kerstis moder
- Soldaten, Kerstis fader
- Kyrkvaktaren,  Kerstis farfar
- Brita, Mats syster
- Mats farfar
- Mats fader
- Mats moder
- Mats farmor
- Mats syskon:
  - Anna,
  - Lill-Karen,
  - Lill-Mats.
- Länsman
- Pastorn
- Forskarlen
- Jordegumman

## Operaversionen
Kompositören Ture Rangström skrev 1915 en opera baserad på pjäsen och med Strindbergs godkännande utelämnades i operan den sista scenen på isen. Den hade urpremiär i Stuttgart i en tysk version under titeln Die Kronbraut den 21 oktober 1919. Den svenska premiären ägde rum på Stockholmsoperan den 30 november 1922 och den iscensattes åter med premiär den 22 januari 1959. Den har även gjorts som TV-produktion för Sveriges Television 1990 i regi av Inger Åby. Där går Kersti i slutet ned i kvarnrännan med sitt döda barn i famnen och drunknar.